# Spondylosium papillosum
Spondylosium papillosum là một loài Song tinh tảo trong họ Desmidiaceae, thuộc chi Spondylosium.